# Драгановски височини
Драгановските височини (или Драгановски рид) е платовидно възвишение в Северна България, Средната Дунавска равнина, в Област Велико Търново.
Драгановските височини се издигат в най-югоизточната част на Средната Дунавска равнина, на границата с Източната Дунавска равнина и са разположени между реките Янтра и Стара река на запад и юг и Голяма река на югоизток, а на север продължават плавно в хълмистата част на Дунавската равнина.
Височините представляват дълъг около 17 км рид от северозапад на югоизток, а ширината му от север на юг е около 5 – 6 км. На запад, юг и югоизток се спуска със стръмни склонове към долините на реките Янтра, Стара река и Голяма река, а на север склоновете му са полегати и постепенно прехождат в хълмистата част на Дунавската равнина. Максималната височина от 371,4 м се намира в северната част на рида, на 1 км южно от село Сушица.
Височините са изградени от долнокредни варовици, мергели и песъчливо-глинести пластове.
Климатът е умерено-континентален със сравнително студена зима и топло лято. От възвишението във всички посоки се спускат малки и къси реки притоци на Янтра, Стара река и Голяма река, а на север се отводнява от левите притоците на река Баниски Лом, ляв приток на Черни Лом, от басейна на Русенски Лом.
Почвите са основно черноземни, тъмносиви и сиви горски почви. На отделни места по тях са западени гори от благун и цер, примесени с липа и габът. Билните, заравнени части на височините са заети от обработваеми земи.
В средата на височините е разположено село Горски Горен Тръмбеш, а в подножията му селата Драганово на югозапад, Горски Долен Тръмбеш и Бряговица на юг, Сушица и Царски извор на север, а на източния склон – град Стражица.
По северното подножие на рида, на протежение от 9,2 км преминава участък от третокласен път № 514 от Държавната пътна мрежа Велико Търново – Драганово – Лом Черковна.

## Топографска карта
- Лист от карта K-35-28. Мащаб: 1 : 100 000.